# Moisiej Sznejerson
Moisiej Borisowicz Sznejerson (ros. Моисей Борисович Шнеерсон, ur. 1901 w guberni smoleńskiej, zm. 20 lutego 1939) – funkcjonariusz radzieckich służb specjalnych.

## Życiorys
Urodzony w rodzinie żydowskiego handlowca, od lutego 1919 do listopada 1920 żołnierz Armii Czerwonej, od grudnia 1919 w RKP(b)/WKP(b), 1920 szef wydziału politycznego garnizonu w Smoleńsku. Od grudnia 1920 sekretarz odpowiedzialny rejonowego komitetu partyjnego w Smoleńsku, od marca 1922 do maja 1924 komisarz i szef Wydziału Ludowego Komisariatu Komunikacji Drogowej RFSRR/ZSRR, później pracownik Banku Państwowego ZSRR. Od 20 listopada 1929 w organach OGPU, od 3 października 1930 do 10 lipca 1932 szef sekcji Wyższej Szkoły Pogranicznej OGPU ZSRR, od 10 lipca 1932 do 10 lipca 1934 pomocnik szefa Wydziału 4 Głównego Zarządu Wojsk Pogranicznych i Wojsk OGPU ZSRR, od 10 lipca 1934 do 16 października 1935 szef Wydziału Kooperatywnego NKWD ZSRR. Od 16 października 1935 do 1 lutego 1936 szef Centralnego Zarządu Handlowo-Produkcyjnego NKWD ZSRR, od 2 lutego 1936 do 25 listopada 1937 zastępca szefa Zarządu Administracyjno-Gospodarczego NKWD ZSRR i szef Wydziału Gospodarczego oraz Wydziału Łączności tego Zarządu, od 8 kwietnia 1936 intendent brygadowy. Od 19 lutego 1937 szef Zarządu Sanitarno-Kurortowego NKWD ZSRR, od 26 listopada 1937 zastępca szefa, a od 15 kwietnia do października 1938 p.o. szefa Siegeżstroja Kanału Białomorsko-Bałtyckiego NKWD ZSRR. Odznaczony Odznaką "Honorowy Funkcjonariusz Czeki/GPU (XV)" (1934).
24 października 1938 aresztowany, następnie rozstrzelany.